# خيرمان كانو
خيرمان كانو (بالإسبانية: Germán Ezequiel Cano)‏ (2 فبراير 1987 في الأرجنتين - ) هو لاعب كرة قدم أرجنتيني في مركز الهجوم. لعب مع إنديبندينتي ميديلين وتشاكاريتا جيونيورز وكلوب ليون ونادي أتليتيكو كولون ونادي باتشوكا ونادي لانوس وناسيونال أسونسيون وديبورتيفو بيريرا وفلومينينسي.

## وصلات خارجية
- خيرمان كانو على موقع الاتحاد الدولي (مؤرشف)  (الإنجليزية)
- خيرمان كانو على موقع قاعدة بيانات كرة القدم.إي يو (الإنجليزية)
- خيرمان كانو على موقع ليكيب (الفرنسية)
- خيرمان كانو على موقع Soccerway.com (الإنجليزية)
- خيرمان كانو على موقع عالم كرة القدم.نت (الإنجليزية)
- خيرمان كانو على موقع AS.com (الإسبانية)